# Omar Razzaz
Omar Razzaz (in arabo عمر الرزاز‎?; Amman, 1º gennaio 1960) è un politico giordano.
Il 5 giugno 2018 è stato nominato Primo ministro del Regno Hascemita di Giordania. Ha giurato il 14 giugno successivo.